# ولاية آيدين
ولاية آيدين (بالتركية العثمانية ولايت ايدين). وهي إحدى ولايات الدولة العثمانية والتي تغطي اليوم أجزاء من أراضي من غرب من تركيا . بغلت مساحة ولاية آيدين في القرن العشرين حوالي (45,000 كم مربع).

## التقسيمات الادارية
قسمت ولاية آيدين إلى خمسة سناجق :.
1. سنجق سميرنا
2. سنجق ساروخان
3. سنجق أيدين
4. سنجق منتشي
5. سنجق دينيزلي